# Eugeniusz Guttmejer
Eugeniusz Guttmejer (ur. 4 stycznia 1898 we Włocławku, zm. 17 marca 1926 w Toruniu) – porucznik pilot Armii Polskiej we Francji i Wojska Polskiego, kawaler Orderu Virtuti Militari.

## Życiorys

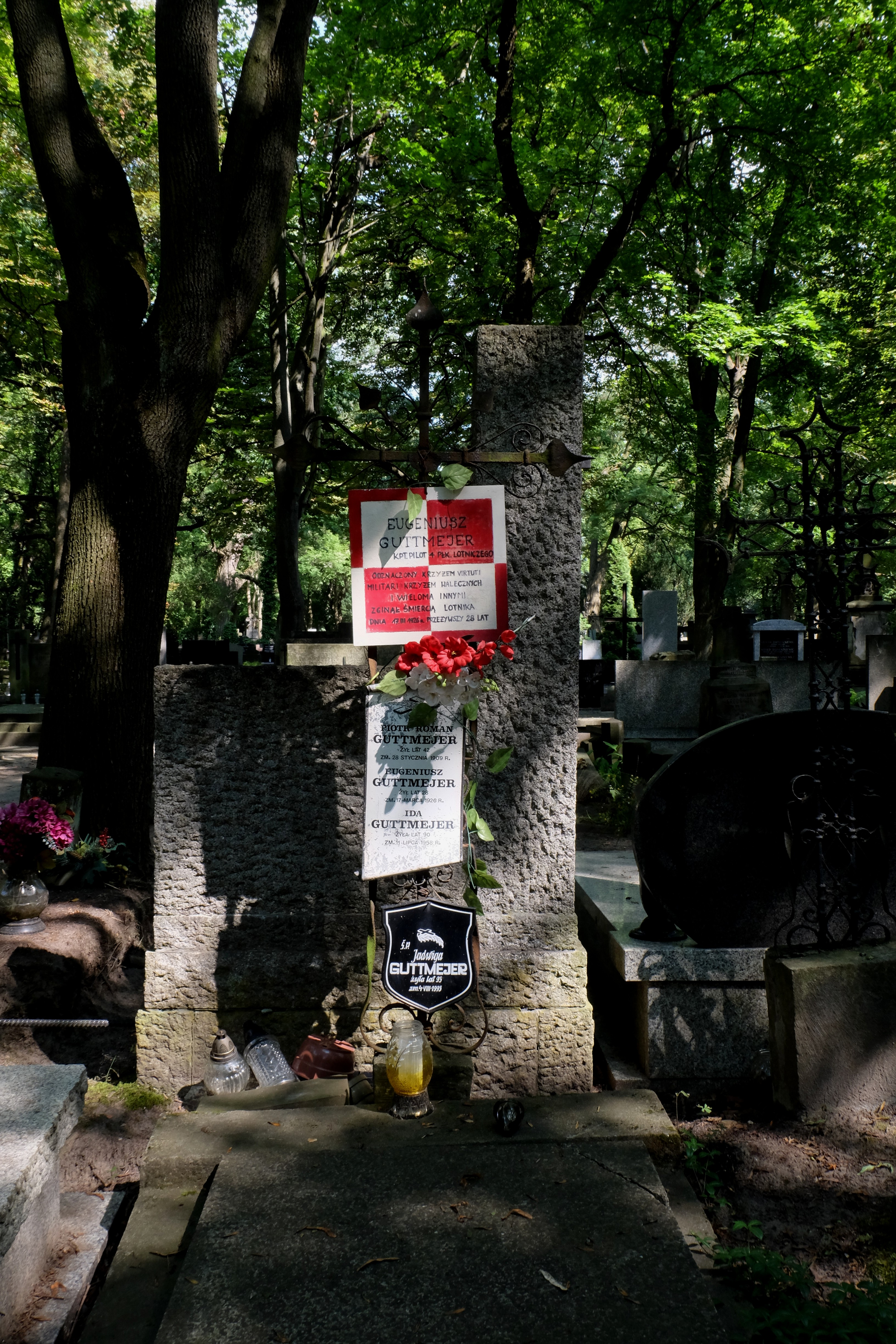
Grób pilota Eugeniusza Guttmejera na Cmentarzu Powązkowskim w Warszawie

Urodził się we Włocławku, w ówczesnej guberni warszawskiej, w rodzinie Piotra i Idy z domu Pyper. Ukończył szkołę realną w Warszawie, w 1909 roku wyjechał z rodziną do Paryża gdzie uczęszczał do liceum. W 1914 roku podjął studia w Warszawie. Po wybuchu I wojny światowej i zajęciu Włocławka przez armię niemiecką został internowany. Po kilku miesiącach udało mu się zbiec do Francji. Tam ukończył szkołę średnią i zaciągnął się do Armii Polskiej. Został przydzielony do lotnictwa nazywanego ówcześnie awiacją. Po przejściu szkolenia w szkołach pilotażu m.in. w Vineuil, Miramas i Pau służył w Błękitnej Armii Hallera. Razem z armią wrócił do Polski i został przydzielony do 1 eskadry wywiadowczej. Razem z jednostką służył w 1 Dywizji Litewsko-Białoruskiej.
14 maja 1920 przydzielony został do 19 eskadry myśliwskiej, w której wykonał 25 lotów bojowych i uzyskał jedno zestrzelenie. Za waleczność awansowany został na podporucznika. Wyróżnił się w wielu akcjach bojowych, za co został odznaczony Krzyżem Srebrnym Orderu Wojennego Virtuti Militari. W czasie obrony Warszawy i zaraz po niej uległ dwukrotnie wypadkom wojskowym i został ranny. 25 listopada 1920 Naczelny Wódz zatwierdził mu stopień podporucznika, na który mianował go dowódca Frontu Północno-Wschodniego. Jednocześnie został zaliczony do Rezerwy armii z powołaniem do czynnej służby.
Po zakończeniu wojny pozostał w wojsku na stanowisku instruktora i kierownika pilotażu w Wyższej Szkole Pilotów w Grudziądzu. Po utworzeniu 4 pułku lotniczego w Toruniu na własną prośbę został do niego przeniesiony. 19 września 1925 wziął udział w I Pomorskim Locie Okrężnym. W marcu 1926 roku wyznaczony został na stanowisko dowódcy mającej powstać 123 eskadry myśliwskiej. Stanowiska nie zdążył objąć, gdyż 17 marca 1926 w czasie lotu testowego na nowym samolocie Blériot-SPAD S.61C1, zginął w wypadku. W czasie lotu nad lotniskiem w czasie wykonywania akrobacji odpadły skrzydła samolotu. Kadłub z siedzącym w nim Eugeniuszem Guttmejerem spadł na lotnisko. Został pochowany na cmentarzu Powązkowskim w Warszawie (kwatera 294-2-2).
Świadek tego tragicznego wydarzenia, por. pil. Edward Peterek, tak zanotował:

Guttmejer wsiada do maszyny, startuje, już jest w powietrzu. Na wysokości 600 metrów robi nad lotniskiem ostre zakręty. Po jakimś czasie wprowadza Spada w lekką pikę, ściąga łagodnie do pętli i kończy precyzyjnym lukiem. Pętla jedna... druga... trzecia... . Składają się nagle skrzydła samolotu. Maszyna jak kamień wali w dół. -	O Boże!-krzyk na ziemi. Zamykamy oczy. Po chwili pędzimy do zgruchotanego Spada, z którego koledzy wyciągają zmasakrowane ciało pilota. Był bez spadochronu. Tak wówczas lataliśmy. Kosztowało to niejedno młode życie...

## Awanse
- podchorąży – 1919
- podporucznik – 1920
- porucznik – zweryfikowany 3 maja 1922 ze starszeństwem z dniem 1 czerwca 1919 (w 1924 zajmował 75 lokatę w korpusie oficerów aeronautycznych)
- kapitan – pośmiertnie 3 maja 1926 ze starszeństwem z dniem 1 lipca 1925 i 39. lokatą w korpusie oficerów aeronautycznych[10]

## Ordery i odznaczenia
- Krzyż Srebrny Orderu Wojskowego Virtuti Militari nr 2499 – 8 kwietnia 1921[11][12]
- Krzyż Walecznych[13]
- Krzyż Żołnierzy Polskich z Ameryki[14]
- Medal Międzysojuszniczy „Médaille Interalliée”[14]
- Polowa Odznaka Pilota – 11 listopada 1928 „za loty bojowe nad nieprzyjacielem w czasie wojny 1918-1920”[15]